# Liga Națională de hochei
Liga Națională de hochei (česky: Národní hokejová liga) je nejvyšší profesionální hokejovou ligou v Rumunsku, a pořádá ji Rumunská federace ledního hokeje která byla založena 24.1.1924.      Rumunská hokejová liga se hraje již od roku 1924.

## Zajímavosti
CSA Steaua București vyhrála už 40 titulů v rumunské lize, čímž se stává absolutním rekordmanem nejenom v Rumunsku, ale i napříč všemi mezinárodními ligami v ledním hokeji.

## Mistři Rumunska
Zdroj: 
| Sezóna | Mistr                        |
| ------ | ---------------------------- |
| 1924   | Brașovia Brașov              |
| 1925   | není                         |
| 1926   | není                         |
| 1927   | Hochei Club București        |
| 1928   | Hochei Club București        |
| 1929   | Hochei Club București        |
| 1930   | Tenis Club București         |
| 1931   | Tenis Club București         |
| 1932   | Tenis Club București         |
| 1933   | Tenis Club București         |
| 1934   | Tenis Club București         |
| 1935   | Tenis Club București         |
| 1936   | Bragadiru București          |
| 1937   | Tenis Club București         |
| 1938   | Dragoș Vodă Cernăuți         |
| 1939   | není                         |
| 1940   | HC Rapid București           |
| 1941   | Juventus București           |
| 1942   | není                         |
| 1943   | není                         |
| 1944   | není                         |
| 1945   | Juventus București           |
| 1946   | Juventus București           |
| 1947   | není                         |
| 1948   | není                         |
| 1949   | Avântul IPEIL Miercurea Ciuc |
| 1950   | RATA Târgu Mureș             |
| 1951   | RATA Târgu Mureș             |
| 1952   | Avântul Miercurea Ciuc       |
| 1953   | CCA București                |
| 1954   | Știința Cluj                 |
| 1955   | CCA București                |
| 1956   | CCA București                |
| 1957   | Recolta Miercurea Ciuc       |
| 1958   | CCA București                |
| 1959   | CCA București                |
| 1960   | Voința Miercurea Ciuc        |
| 1961   | CCA București                |
| 1962   | CCA București                |
| 1963   | Voința Miercurea Ciuc        |
| 1964   | CSA Steaua Bucuresti         |
| 1965   | CSA Steaua Bucuresti         |
| 1966   | CSA Steaua Bucuresti         |
| 1967   | CSA Steaua Bucuresti         |
| 1968   | Dinamo București             |
| 1969   | CSA Steaua Bucuresti         |
| 1970   | CSA Steaua Bucuresti         |
| 1971   | Dinamo București             |
| 1972   | Dinamo București             |
| 1973   | Dinamo București             |
| 1974   | CSA Steaua Bucuresti         |
| 1975   | CSA Steaua Bucuresti         |
| 1976   | Dinamo București             |
| 1977   | CSA Steaua Bucuresti         |
| 1978   | CSA Steaua Bucuresti         |
| 1979   | Dinamo București             |
| 1980   | CSA Steaua Bucuresti         |
| 1981   | Dinamo București             |
| 1982   | CSA Steaua Bucuresti         |
| 1983   | CSA Steaua Bucuresti         |
| 1984   | CSA Steaua Bucuresti         |
| 1985   | CSA Steaua Bucuresti         |
| 1986   | CSA Steaua Bucuresti         |
| 1987   | CSA Steaua Bucuresti         |
| 1988   | CSA Steaua Bucuresti         |
| 1989   | CSA Steaua Bucuresti         |
| 1990   | CSA Steaua Bucuresti         |
| 1991   | CSA Steaua Bucuresti         |
| 1992   | CSA Steaua Bucuresti         |
| 1993   | CSA Steaua Bucuresti         |
| 1994   | CSA Steaua Bucuresti         |
| 1995   | CSA Steaua Bucuresti         |
| 1996   | CSA Steaua Bucuresti         |
| 1997   | HSC Csíkszereda              |
| 1998   | CSA Steaua Bucuresti         |
| 1999   | CSA Steaua Bucuresti         |
| 2000   | HSC Csíkszereda              |
| 2001   | CSA Steaua Bucuresti         |
| 2002   | CSA Steaua Bucuresti         |
| 2003   | CSA Steaua Bucuresti         |
| 2004   | HSC Csíkszereda              |
| 2005   | CSA Steaua Bucuresti         |
| 2006   | CSA Steaua Bucuresti         |
| 2007   | HSC Csíkszereda              |
| 2008   | HSC Csíkszereda              |
| 2009   | HSC Csíkszereda              |
| 2010   | HSC Csíkszereda              |
| 2011   | HSC Csíkszereda              |
| 2012   | HSC Csíkszereda              |
| 2013   | HSC Csíkszereda              |
| 2014   | ASC Corona Brașov            |
| 2015   | CSM Dunărea Galați           |
| 2016   | CSM Dunărea Galați           |
| 2017   | ASC Corona Brașov            |
| 2018   | HSC Csíkszereda              |
| 2019   | ASC Corona Brașov            |
| 2020   | bez vítěze covid 19          |
| 2021   | ASC Corona Brașov            |
| 2022   | HSC Csíkszereda              |

## Přehled celkových mistrů Rumunska
Zdroj: 
| Klub                 | Tituly | Vítězné ročníky |
| -------------------- | ------ | --- |
| CSA Steaua București | 40     | 1953, 1955, 1956, 1958, 1959, 1961, 1962, 1964, 1965, 1966, 1967, 1969, 1970, 1974, 1975, 1977, 1978, 1980, 1982, 1983, 1984, 1985, 1986, 1987, 1988, 1989, 1990, 1991, 1992, 1993, 1994, 1995, 1996, 1998, 1999, 2001, 2002, 2003, 2005, 2006 |
| HSC Csíkszereda      | 17     | 1949, 1952, 1957, 1960, 1963, 1997, 2000, 2004, 2007, 2008, 2009, 2010, 2011, 2012, 2013, 2018, 2022 |
| Tenis Club București | 7      | 1930, 1931, 1932, 1933, 1934, 1935, 1937 |
| CS Dinamo București  | 7      | 1968, 1971, 1972, 1973, 1976, 1979, 1981 |
| ASC Corona Brașov    | 4      | 2014, 2017, 2019, 2021 |
| HC București         | 3      | 1927, 1928, 1929 |
| Juventus București   | 3      | 1941, 1945, 1946 |
| CS Târgu Mureș       | 2      | 1950, 1951 |
| CSM Dunărea Galați   | 2      | 2015, 2016 |
| Brașovia Brașov      | 1      | 1924 |
| Bragadiru București  | 1      | 1936 |
| Dragoș Vodă Cernăuți | 1      | 1938 |
| Rapid București      | 1      | 1940 |
| Știința Cluj         | 1      | 1954 |